# Église Saint-Martin de Fleury-d'Aude
L'église Saint-Martin est une église située à Fleury-d'Aude, commune du département français de l'Aude en région Occitanie également connue sous son ancien nom de Pérignan.

## Historique
L'église Saint-Martin fut construite en style roman au XIIe siècle et transformée à l'époque gothique.

## Architecture

### Le chevet
Le chevet pentagonal, construit en pierre de taille, présente une base romane et une partie supérieure de style ogival.
Les pans du chevet sont séparés les uns des autres par des colonnes (dont certaines sont incomplètes) reposant sur de courts pilastres carrés. Le chevet est orné d'une frise en damier qui relie entre elles les bases des colonnes. Les colonnes présentent par endroits un décor de torsades ou d'entrelacs végétaux.
La corniche qui surmontait ces colonnes à l'époque romane a disparu vu que le chevet a été rehaussé à l'époque gothique. De même, certaines des baies romanes ont été transformées en baies ogivales.

### La façade nord et la tour
La façade nord de l'église est dominée par la haute silhouette de son clocher-tour. Cette tour rectangulaire est édifiée en pierre de taille et surmontée d'une flèche polygonale. Elle est percée à sa base d'une petite porte rectangulaire surmontée d'un arc cintré et d'un larmier ogival. La maçonnerie présente de nombreuses traces de réfection et montre encore des arcs incomplets surmontés de fragments de basalte noir.
À mi-hauteur de la tour court un cordon de pierre orné par endroits d'une frise en damier. Plus haut, un deuxième cordon de pierre souligne la base du dernier étage de la tour, percé de grandes baies campanaires cintrées qui furent jadis murées mais ont été rétablies par une restauration récente.
À l'est, la tour est bordée par une chapelle édifiée en pierre de taille assemblée en grand appareil.
La façade nord de la nef est ornée en hauteur d'une frise en damier, comme le chevet et la tour.

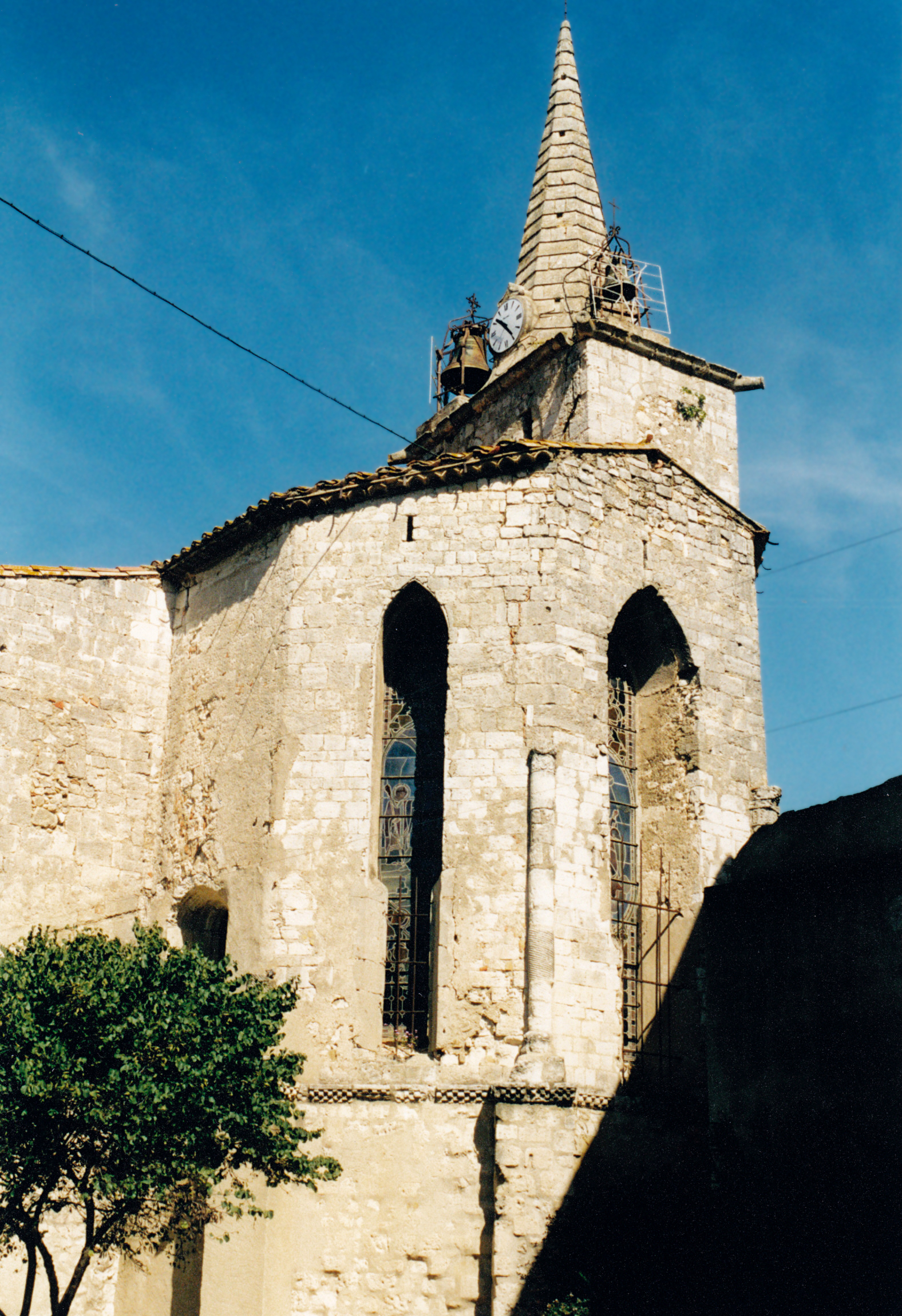
Le chevet.
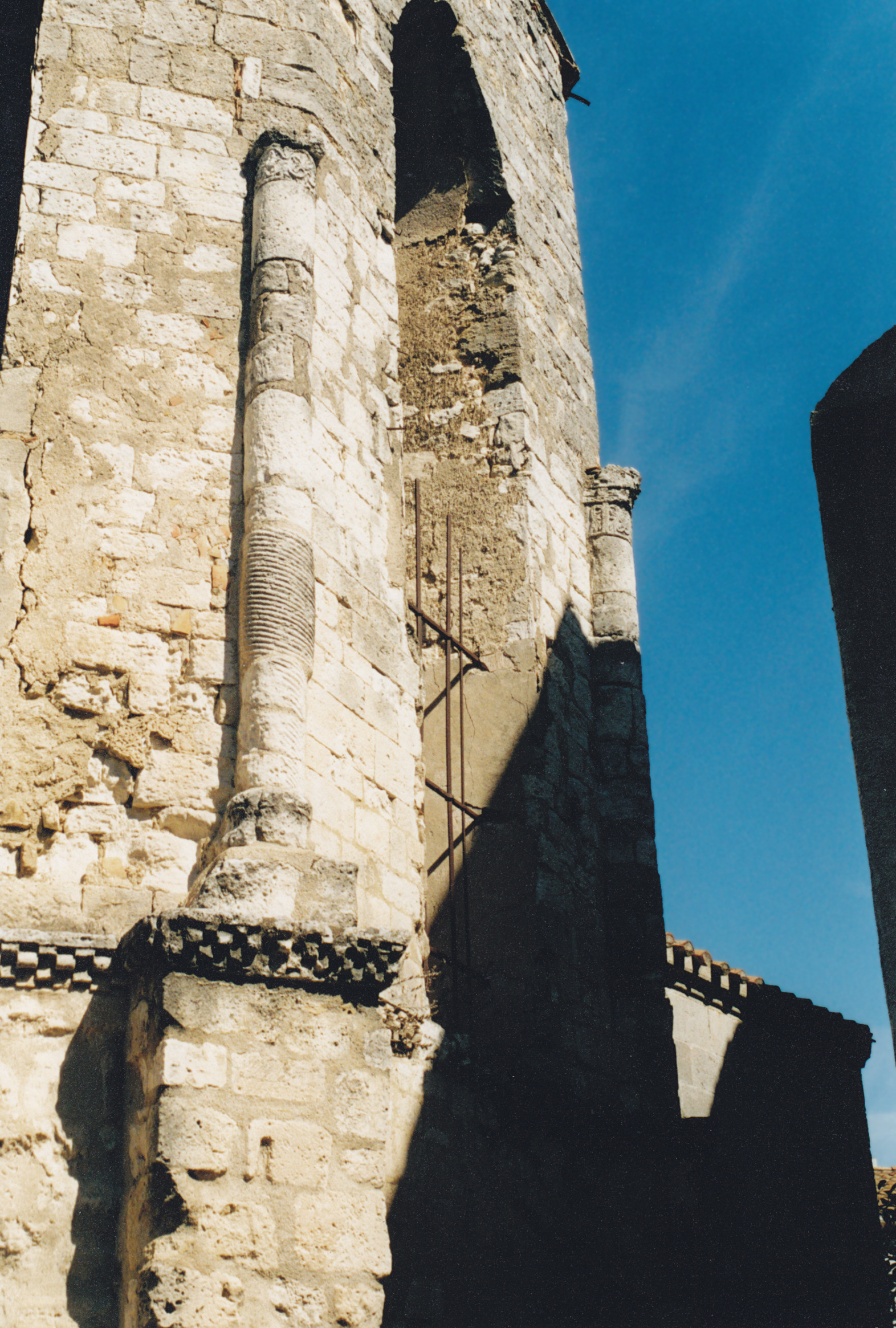
Colonnes et frise en damier.
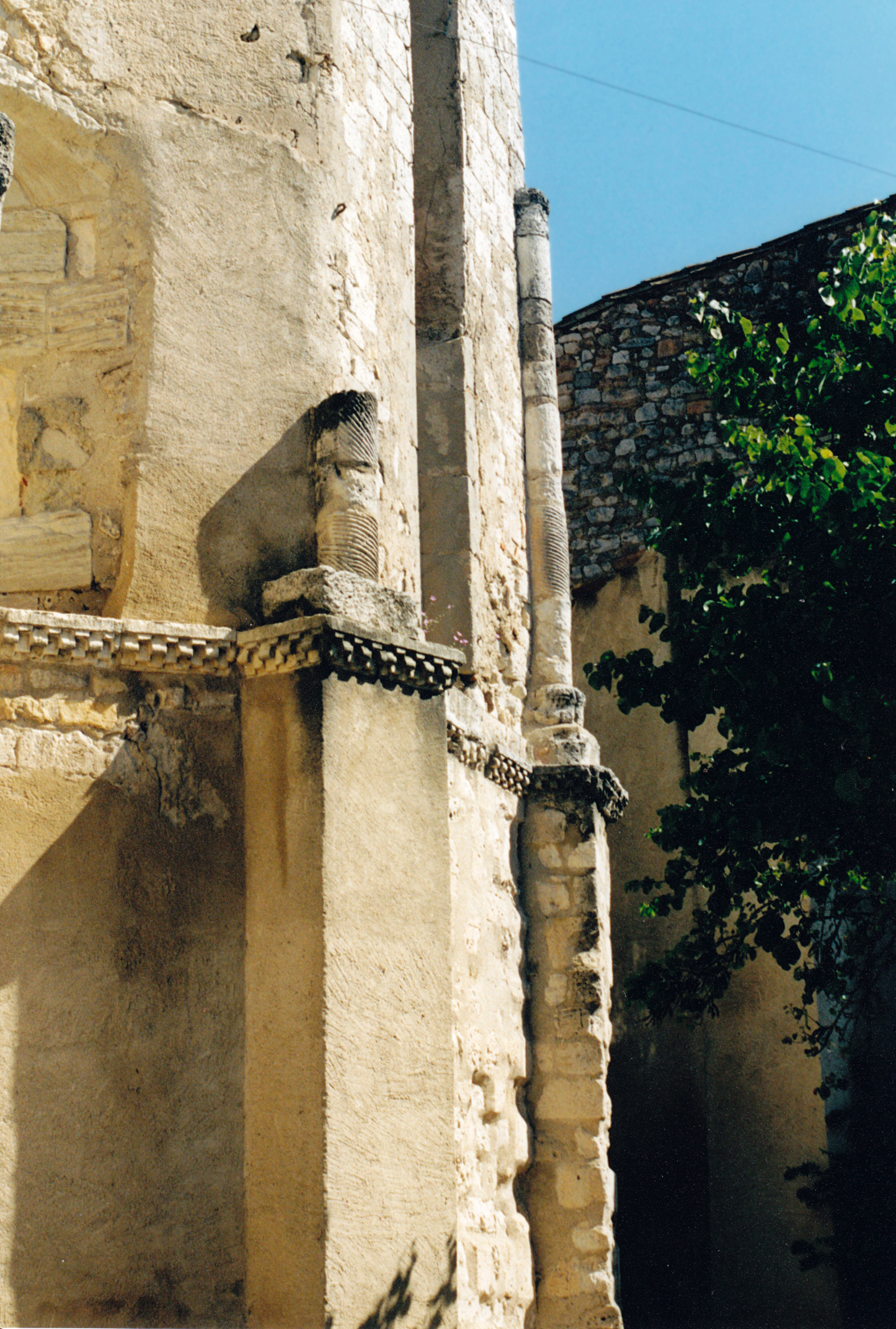
Base des colonnes.